# حركة مجاهدي فطاني الإسلامية
حركة مجاهدي فطاني الإسلامية هي حركة متمردة نفذت أعمال عنف كجزء من التمرد الذي طال أمده في جنوب تايلاند.
يعد برنامج حركة مجاهدي فطاني معاديًا لممارسات المسلمين الماليزيين المعتدلين، ويتهمهم بأنهم غير إسلاميين. تم تعيين زعيم غامض يُدعى «جيكومير كوث» أو «عبد الرحمن أحمد» من بين أسماء أخرى في مرحلة معينة لقيادة المجموعة، وطالب رئيس وزراء تايلاند ماليزيا بتسليمه في يناير 2005، لكن الحكومة الماليزية رفضت.

## التاريخ
في الأصل وفي عقد 1990 كان برنامج الحركة هو إنشاء دولة إسلامية محلية في فطاني كأجندة رئيسية. ومع ذلك وفقًا للسلطات العسكرية التايلاندية تم إحياء هذه المجموعة وغيرها من الجماعات بعد عام 2001 من قبل مجاهدي ماليزيا ومقرها ترينجانو ولديهم حاليًا أهداف سياسية إسلامية أكثر تشددًا، على حساب قضيتهم القومية السابقة.
على عكس الجماعات الإسلامية المتمردة السابقة في المنطقة، فإن ما يميز هذا التنظيم في صورته الرمزية الجديدة هو أنه يهاجم بقوة ولا يتبنى المسؤولية، كما أنه يبقي قيادته محاطه بالسرية. اتهمت السلطات التايلاندية الجماعة بأنها المحرض الرئيسي على سلسلة التفجيرات وإطلاق النار من السيارات وهجمات المناجل في جنوب تايلاند التي بدأت في يناير 2004.
على الرغم من أن مقرها الرئيسي غير معروف فإن العديد من عملياتها تشير إلى أنها مقرها في المناطق الريفية. وقد ربط الجيش التايلاندي برنامج الرصد العالمي الصاروخي بالهجمات على القوافل ورجال الشرطة في الطرق التي تعبر المناطق الريفية.
وقد اشتبه المسؤولون التايلانديون في أن هذه المجموعة الإرهابية كانت وراء تفجيرات هات ياي عام 2006، وكذلك مؤخرًا تفجيرات جنوب تايلاند عام 2012.